# NGC 2557
NGC 2557 è una galassia lenticolare situata nella costellazione del Cancro, a una distanza di circa 244 milioni di anni luce dalla nostra Via Lattea.

## Scoperta
La galassia è stata scoperta il 2 febbraio 1877 dall'astronomo francese Édouard Stephan.

## Descrizione
Il database SIMBAD la classifica come galassia LINER, cioè una galassia il cui nucleo presenta uno spettro di emissione caratterizzato da larghe righe di atomi debolmente ionizzati.

## Gruppo di NGC 2563
NGC 2557 fa parte del Gruppo di NGC 2563. Oltre a NGC 2557 e NGC 2563, il gruppo comprende almeno altre 12 galassie, tra cui NGC 2556, NGC 2558, NGC 2560, NGC 2562, NGC 2563 e NGC 2569.